# Canariellanum hierroense
Canariellanum hierroense là một loài nhện trong họ Linyphiidae.
Loài này thuộc chi Canariellanum. Canariellanum hierroense được Jörg Wunderlich miêu tả năm 1992.